# پنج شب با فردی: چشمان نقره‌ای
پنج شب در فردی: چشمان نقره‌ای یک رمان ترسناک معمایی محصول ۲۰۱۵ است که توسط اسکات کاتن و کیرا برید وریسلی نوشته شده‌است. این رمان بر اساس پرفروش‌ترین سری بازی‌های ویدیویی ترسناک کاتن، پنج شب با فردی ساخته شده‌است؛ و توسط کاتن به‌عنوان سندی مجزا از رویدادهایی که در سری بازی رخ داده‌اند، و همچنین اولین رمان او در نظر گرفته می‌شود.
کتاب The Silver Eyes همچنین دو دنباله با نام‌های Five Nights at Freddy's: The Twisted Ones و The Fourth Closet دارد که هرکدام به ترتیب در ۶ تیر ۱۳۹۶ و ۵ تیر ۱۳۹۷ منتشر شدند.

## داستان
در سال ۱۹۹۵، شارلوت امیلی ۱۷ ساله (ملقب به چارلی) به زادگاهش، هاریکن، یوتا برمی‌گردد تا در مراسم راه‌اندازی بورسیه‌ای که به دوست دوران کودکی‌اش، مایکل بروکس اختصاص داده شده‌است شرکت کند. مایکل و چهار کودک دیگر ۱۰ سال پیش در یک رستوران خانوادگی محلی، پیتزافروشی فردی فزبر به قتل رسیدند. پدر چارلی، هنری، طراح انیماترونیک‌های رستوران، مظنون به قتل بود و در نتیجه با اجازه دادن به یک انیماترونیک ناشناس که او را بکشد، خودکشی کرد. چارلی با دوستانش، کارلتون برک، جان و جسیکا دوباره دور هم جمع می‌شوند تا دوباره از رستوران بازدید کنند. آن‌ها متوجه می‌شوند که اطراف رستوران توسط یک مرکز خرید نیمه‌ساخت احاطه شده‌است؛ آنها مسیر برگشتی به پیتزافروشی پیدا می‌کنند و همه انیماترونیک‌ها را در جای خود پیدا می‌کنند.
پس از مراسم بزرگداشت مایکل، جان به چارلی می‌گوید که به یاد دارد در روز مرگ مایکل، فردی را در لباس زرد فردی فزبر دیده بود که مشکوک بود که این غریبه، قاتل بوده‌است. در آن شب، چارلی و دوستانش با دوستان مارلا، لامار و برادر ناتنی کوچکتر مارلا، جیسون به رستوران بازگشتند. در حالی که چارلی در حال انجام یک بازی هیجان انگیز قایم‌موشک با جان است، با یکی از انیماترونیک‌ها به نام فاکسی دزد دریایی روبرو می‌شود که در کودکی از او وحشت داشت. چارلی با یادآوری جزئیات سرکوب‌شده دوران کودکی‌اش، به یاد می‌آورد که هنری قبلاً صاحب رستوران دیگری در نیو هارمونی به نام غذاخوری خانوادگی فردبر بود که دارای دو انیماترونیک بود: نسخه‌های زرد فردی و بانی.
چارلی و جان به سمت نیو هارمونی می‌روند؛ جایی که چارلی روزی را به یاد می‌آورد که برادر دوقلویش، سامی، توسط کسی که لباس زرد رنگ بانی بر تن داشت، ربوده شد. این منجر به طلاق والدین او و ترک رستوران اصلی شد. چارلی مظنون است که ربوده شدن سامی و قتل مایکل به هم مرتبط هستند. بعداً، آنها بار دیگر به فردی بازمی‌گردند، اما با نگهبان تنهای مرکز خرید، دِیو، روبرو می‌شوند. او جلوی ورود آنها را گرفته بود. آنها از او خواستند که به آنها بپیوندد. با این حال، پس از ورود، دیو به‌طور غیرمنتظره‌ای لباس اسپرینگ بانی را پس می‌گیرد و کارلتون را که جیسون شاهد آن بود، می‌رباید. آنها فرار می‌کنند و پدر کارلتون، رئیس پلیس، کلِی بُرک را مطلع می‌کنند، او مشکوک است که این فقط یکی دیگر از شوخی‌های پسرش است. او گروه را دعوت می‌کند که شب را در خانه اش بمانند تا پسرش بازگردد. در همین حال، افسر پلیس دان به تنهایی برای تحقیق در مورد رستوران متروکه فرستاده می‌شود اما توسط دیو در لباس اسپرینگ بانی به قتل می‌رسد.
در همین حال، جان و چارلی در کتابخانه در مورد تاریخ فردبر تحقیق می‌کنند و مقاله‌ای در روزنامه در مورد ربوده شدن سامی کشف می‌کنند. بررسی پس‌زمینه‌ای که کلی کشف می‌کند نشان می‌دهد که «دیو میلر»، که نام واقعی او ویلیام افتن است، یکی از مالکان هر دو رستوران بوده‌است. صحنه‌های جداگانه با کلی نشان می‌دهد که افتن مظنون اصلی قتل‌ها بوده‌است، اما هیچ مدرک مستقیمی علیه او یافت نشد. در بازگشت به رستوران، افتن کارلتون را در لباسی قرار داده‌است که می‌تواند هم برای انسان‌ها و هم برای انیماترونیک‌ها از طریق یک سری قفل فنری پوشیده شود. این قفل‌ها اگر در صورتی که یک انسان، آن لباس را پوشیده‌است فعال شوند، می‌توانند کشنده باشند. هنگامی که کارلتون از افتن می‌پرسد که او چگونه این را می‌داند، افتن عمداً جفت‌های متقارن غیرطبیعی از برش‌های نیمه ماه را نشان می‌دهد که اولین بار توسط چارلی هنگام ملاقات با دیو متوجه آنها شد. ویلیام افتن خالق واقعی این یادآوری‌های وحشتناک جهنم بود.
جیسون برای نجات کارلتون همراه با چارلی و دوستانش به رستوران برمی‌گردد. آنها کارلتون را نجات می‌دهند - چارلی از خاطراتش با پدرش استفاده می‌کند تا او را از آن لباس رها کند. آنها بلافاصله «دیو» را بیهوش می‌کنند و به جایی گره می‌زنند. آنها او را با یک سطل آب بیدار می‌کنند و از او در مورد قتل‌ها سؤال می‌کنند. او به سردی از صحبت کردن امتناع می‌کند تا اینکه چارلی متوجه می‌شود که به سر بانی زرد خیره شده‌است. آزرده، آن را بالای سر او می‌گذارد، جایی که او شروع به صحبت کردن می‌کند. او ادعا می‌کند که لباس‌ها توسط روح بچه‌های مرده تسخیر شده‌است و آنها به یاد نمی‌آورند که چه کسی آنها را کشته‌است. او همچنین مدعی است که «او صبح بر روی اجساد آنها راه خواهد رفت» - با اشاره به گروه - زیرا کودکان مرده او را در حالی که در کت و شلوارش است می‌بینند. آنها سپس سعی می‌کنند محل را ترک کنند؛ اما به سرعت متوجه می‌شوند که انیماترونیک‌ها - فردی، بانی، چیکا و فاکسی، نسبت به آنها تهاجمی هستند. این امر آشکار می‌شود زیرا چارلی توسط بانی تعقیب می‌شود، جیسون توسط فاکسی گرفته می‌شود، و بعداً توسط فردی شکار می‌شود؛ همراه با مارلا و لامار، همه توسط چیکا تعقیب می‌شوند، و یک انیماترونیک ناشناس تقریباً درب اتاق امنیتی را می‌شکند که جان و جسیکا داخلش بودند. و در نهایت به یکباره توسط انیماترونیک‌ها احاطه می‌شوند، کاملاً انتظار دارند که توسط آنها کشته شوند، اما زمانی که پنجمین انیماترونیک، لباس زرد فردی (فردی طلایی) ظاهر می‌شود، نجات می‌یابند. همه انیماترونیک‌ها در جای خود منجمد می‌شوند. همه آنها زمزمه‌هایی را از لباس خالی می‌شنوند. روح ملایم مایکل خود را نشان می‌دهد. سپس کلی دیوارهای آنجا را می‌شکند و می‌بیند که کل گروه کنار هم ایستاده‌اند و انیماترونیک‌ها در همان نزدیکی منجمد شده‌اند. او شروع به هدایت گروه به سمت امن می‌کند، اما در آخرین تلاش برای آسیب رساندن، افتن به چارلی در لباس اسپرینگ بانی حمله می‌کند. سپس چارلی قفل‌های فنری لباس را فعال می‌کند، ظاهراً افتن را می‌کشد، و بدن او توسط انیماترونیک‌ها کشیده می‌شود و به گروه اجازه می‌دهد تا با کلی به سلامت ترک کنند. لباس فردی طلایی نیز ناپدید می‌شود.
گروه، بی سر و صدا راه خود را ادامه می‌دهد. کتاب با رفتن چارلی به گورستان برای بازدید از دو قبر ناشناخته، با یادآوری دوران شادتر با پدرش، پایان می‌یابد.

## زمینه
در ۲۰ آذر ۱۳۹۴ اسکات کاتن تیزری را در وب‌سایت خود برای یک رمان منتشر کرد. به گفته وی، این رمان «در کنار یک نویسنده حرفه‌ای در ده ماه گذشته» نوشته شده‌است و «افسانه‌ها را گسترش می‌دهد» و «عنصر انسانی را که قبلاً در بازی‌ها دیده نشده بود» آشکار می‌کند. در ۲۴ آذر ۱۳۹۴ کاتن، عنوان کتاب را آشکار کرد. نام این رمان در ابتدا پنج شب با فردی: داستان ناگفته بود که بعد از مدت کوتاهی به پنج شب با فردی: چشمان نقره‌ای تغییر نام داد. قرار بود این کتاب در ۱ دی ۱۳۹۴ برای آمازون کیندل در دسترس باشد. اما به دلیل یک خطا در سیستم آمازون کمی زودتر در ۲۶ آذر منتشر شد. نسخه کاغذی کتاب توسط اسکلاستیک در ۶ مهر ۱۳۹۵ منتشر شد.

## پذیرایی
اگرچه این رمان با موفقیت چشمگیری منتشر شد، پنج شب با فردی: چشمان نقره‌ای مورد انتقاد طرفداران قرار گرفت، زیرا آنها ارتباطی بین این رمان و مجموعه بازی‌های ویدیویی مشاهده نکردند. بنابراین، از آنجایی که طرفداران ادعاهایی مبنی بر تضاد داستان کتاب با داستان بازی‌ها داشتند، کاتن پاسخ داد «بازی‌ها و کتاب‌ها را باید به‌عنوان پیوستگی جداگانه در نظر گرفت، حتی اگر عناصر آشنای زیادی را به اشتراک بگذارند؛ بنابراین بله، کتاب هم مانند بازی‌ها، کانون است. این بدان معنا نیست که آنها قرار است مانند دو قطعه پازل در کنار هم قرار گیرند. این کتاب تجسم مجدد داستان پنج شب در فردی است، و اگر با این طرز فکر وارد آن شوید، فکر میٰکنم واقعاً از آن لذت خواهید برد.»
لاتین پست با نقل قول در مورد اینکه چگونه می‌توان چشمان نقرهای را بهبود بخشید، اظهار داشت: «شاید بهتر باشد که کاتن به درخواست طرفداران تسلیم شود و برخی از سرنخ‌ها را در کتاب فاش کند. پنج شب با فردی یک بازی است که شخص برنده می‌شود. نمی‌تواند به راحتی تمام شود. پر از چالش‌ها و معماها، استراتژی فرد را برای بازی سخت و زنده ماندن آزمایش می‌کند. سطح دشواری آن چیزی است که نباید آن را تضعیف کرد. به همین دلیل است که بسیاری امیدوارند پاسخ‌ها را بین صفحات کتاب بیابند. اگر کتاب برخی از اسرار بازی را توضیح دهد، کاتن به گیمرهایش لطفی می‌کند. اگر این کار را کرد، مطمئناً طرفدارانش آن را دوست خواهند داشت.»
از جنبه مثبت، کوین اندرسون و همکاران از کاتن و همکار خود، برید وریسلی در نوشتن رمان تعریف کردند. آنها اظهار داشتند که این کتاب، «روایت هیجان انگیز و سرعت متحرک دارد که شما را وارد شخصیت اصلی، دنیای چارلی می‌کند، در حالی که او در دهمین سالگرد طوفان، وحشتناک‌ترین قتل یوتا به خانه خود بازمی‌گردد.» در پایان این نقل قول، آنها گفتند: «اولین کتاب از مجموعه سه کتابی، پنج شب در فردی: چشمان نقره ای طرفداران بیشتری را تشنه می‌کند. ما به موفقیت شگفت انگیز اسکات و کیرا بسیار افتخار می‌کنیم و مشتاقانه منتظر جشن گرفتن تعداد بیشتری از این رمان در آینده هستیم.»
این کتاب چهار هفته در رتبه اول در فهرست پرفروش‌ترین‌های نیویورک تایمز در کتاب‌های شومیز بزرگسالان جوان قرار گرفت.

## دنباله‌ها
پنج شب با فردی: اونی که پیچ خورده دومین رمان نوشته کاتن و برید وریسلی است و دنباله مستقیم چشمان نقره‌ای است. این کتاب اولین بار در اوایل سال ۲۰۱۷ در آمازون کشف شد و بحث‌هایی را در مورد مشروعیت محصول به راه انداخت. بعدها، کاتن تأیید کرد که این رمان در واقع رسمی است. این کتاب در اوایل در برخی از کتابفروشی‌ها منتشر شد، اما در ۶ تیر ۱۳۹۶ به‌طور عمومی منتشر شد. شخصیت اصلی، چارلی را به تصویر می‌کشد که «شروعی تازه داشت»، اما وقتی سعی می‌کند از وقایع چشمان نقره‌ای عبور کند به دنیای خلاقیت‌های ترسناک پدرش برمی‌گردد که یک سال زودتر اتفاق می‌افتد.
سومین و آخرین کتاب از این سه‌گانه، پنج شب با فردی: کمد چهارم، در ۵ تیر ۱۳۹۷ منتشر شد. این رمان بر دوستان چارلی تمرکز دارد، که حقیقت را در پشت سرنوشت چارلی در کتاب اونی که پیچ خورده کشف می‌کنند، درحالی که وقایع مرموز پس از افتتاح یک رستوران جدید با مضمون فردی رخ می‌دهد.
هر دو دنباله چشمان نقره‌ای مورد تحسین کوین اندرسون و همکارانشان قرار گرفتند زیرا در طول اکران مربوطه خود به عنوان پرفروش‌ترین پرفروش‌های آمازون فهرست شدند.